# Ignác Batthyány
Ignác Batthyány (ur. 30 czerwca 1741 w Güssing, zm. 17 listopada 1798 w Gyulafehérvár) – hrabia, bibliotekarz w rzymskim Collegio Apollinare, już jako kapitularz i proboszcz katedry w Egerze zajmował się literaturą. Od 1781 był biskupem w Gyulafehérvár (obecnie Alba Iulia w Rumunii) i oprócz tego mecenasem nauki w Siedmiogrodzie.
W 1796 utworzył i finansowo wspierał obserwatorium astronomiczne w Gyulafehérvár, a w spadku zapisał mu swoją bibliotekę i 40 tys. guldenów.
Oprócz tego był wydawcą m.in. poniższych dzieł:
- Leges ecclesiasticae regni Hungariae (Gyulafehérvár 1785)
- Acta et scripta biskupa Gerard von Csanád (Gyulafehérvár 1790)